# Eagle Air
Eagle Air is een Oegandese luchtvaartmaatschappij, die lijnvluchten en chartervluchten aanbiedt. Zij is opgericht in 1994. Thuisbasis is de Luchthaven van Entebbe. Hoofdkantoor is in Kampala.

## Bestemmingen
Eagle Air verzorgt lijndiensten naar de volgende bestemmingen in Oeganda:
- Entebbe, Arua, Gulu

Het bedrijf heeft ook lijnvluchten naar de volgende bestemming buiten Oeganda:
- Yei

## Vloot
De vloot bestaat uit de volgende vliegtuigen:
- 1 Cessna 206
- 1 Beechcraft 1900
- 1 Piper PA-34 Seneca
- 3 Let 410